# Elymus alashanicus
Elymus alashanicus là một loài thực vật có hoa trong họ Hòa thảo. Loài này được (Keng ex Keng & S.L. Chen) S.L. Chen mô tả khoa học đầu tiên năm 1994.